# Gopher
Gopher（ゴーファー）とは、インターネットがテキストベース(文字情報主体)のネットワークであった1991年に、アメリカ合衆国のミネソタ大学が開発したテキストベースの情報検索システム。
1993年頃から本格的になったWWWの普及や、Gopherそのものが日本語などマルチバイト文字環境に対応していなかったなどの原因により2013年1月現在はほとんど使われていない。